# Jorge Preca
San Jorge Preca (en maltés: Ġorġ Preca, 12 de febrero de 1880, La Valeta, Malta - 26 de julio de 1962, Santa Venera, Malta) fue un sacerdote católico maltés beatificado el día 9 de mayo de 2001 por Juan Pablo II y canonizado el 3 de junio de 2007 por el papa Benedicto XVI, la iglesia católica celebra su memoria el 9 de mayo.